# Зупинився поїзд
«Зупинився поїзд» (рос. «Остановился поезд») — радянський художній фільм 1982 року, режисера Вадима Абдрашитова за сценарієм Олександра Міндадзе. Виробнича драма. Остання роль в кіно Анатолія Солоніцина.

## Сюжет
Вночі на повному ходу мчить поїзд далекого прямування. Назустріч потягу з ухилу йде зчіпка з шести вантажних платформ. Машиніст в останній момент кричить помічникові «Стрибай!», дає екстрене гальмування і гине, прийнявши удар на себе. Вранці пасажири, які зібралися в вагоні-ресторані, дивуються: звідки взялися ці фатальні шість платформ? У місто, поблизу якого сталася сутичка, приїжджає слідчий обласної прокуратури Єрмаков. Він влаштовується в готелі і виявляє, що сусіднє ліжко в одному з ним номері зайняв журналіст, який їхав в тому самому злощасному поїзді. В ході розслідування з'ясовується, що зчіплювач вагонів, який наполегливо заявляє, що поклав, як належить за інструкцією, дві підпірки під колеса платформ, які самозчепилися, хоча насправді поклав тільки одну. Коли він дізнається, що його розкрили, з ним трапляється удар. Зчіплювач потрапляє в лікарню і незабаром помирає. До цього зчіплювач показово заявляв: «І я все життя одну підпірку ставив, і мій попередник, і до нього… і так з 1934 року! Якщо все за інструкцією робити, то і депо закривати треба, і взагалі всю залізницю!». Слідом за тим з'ясовується, що вимірювач швидкості на електровозі був несправний і показував швидкість нижчу за реальну на 20 км/г. Слідчий направляється в локомотивне депо, де влаштували громадянську панахиду машиністу, і викриває начальника депо в усвідомленому випуску на лінію несправного локомотива. Начальник депо заявляє слідчому: «Якщо я все буду робити за інструкцією, я просто зупиню залізничний рух в літній період!». З виходом статті «Подвиг машиніста» все місто озброюється проти слідчого: «Вам винуваті потрібні?! Нехай краще це буде подвиг». При цьому слідчому дорікають в тому, що він звів в могилу зчіплювача. На слідчого чиниться тиск місцевого адміністративного і партійного керівництва, керівників підприємств. З помсти йому невідомі труять бездомного пса, якого він підгодовував, живучи в готелі. Слідчий свариться зі своїм новим знайомим журналістом, який написав хвалебну статтю про подвиг машиніста. На жорсткість слідчого журналіст заявляє: «Досить жертв!», натякаючи на недавнє минуле країни, підміняючи поняття «репресії» і «порядок». Фільм закінчується урочисто-сумною церемонією відкриття пам'ятника герою-машиністу, на якій присутні більшість жителів міста і врятовані пасажири поїзда. Слідчий Єрмаков залишається «білою вороною» в негордій самоті.

## У ролях
- Олег Борисов —  Герман Іванович Єрмаков, слідчий прокуратури
- Анатолій Солоніцин —  Ігор Малінін, журналіст
- Михайло Глузський —  Петро Пилипович Пантелєєв, зчіплювач
- Ніна Русланова —  Марія Гнатівна, голова міськвиконкому
- Людмила Зайцева —  Тимоніна, вдова машиніста
- Микола Скоробогатов —  Павло Сергійович Голованов, начальник депо
- Петро Колбасін —  Валерій Губкин, помічник машиніста
- Йосип Риклін —  лікар
- Віктор Волков —  Пухов, службовець депо
- Станіслав Коренєв —  заступник голови міськвиконкому
- Валерій Лисенков —  телеоператор
- Тетяна Лічманова —  пасажирка
- Олександр Пашутін —  пасажир поїзда
- Микола Симкин —  керівний працівник
- Олександра Харитонова —  Воробйова, стрілочниця
- Галина Юркова-Данелія —  режисер телебачення
- Віктор Рождественський —  полковник, пасажир поїзда
- Ельдар Рязанов —  пасажир поїзда

## Знімальна група
- Автор сценарію: Олександр Міндадзе
- Режисер: Вадим Абдрашитов
- Оператор: Юрій Невський
- Художник: Олександр Толкачов
- Композитор: Едуард Артем'єв
- Звукооператор: Ян Потоцький
- Державний симфонічний оркестр кінематографії
  - Диригент: Емін Хачатурян
- Другий оператор: Юрій Шайгарданов
- Головний консультант: Юрій Северін
- Музичний редактор: Мінна Бланк